# Linards
Linards (en francès Linards) és un municipi francès situat al departament de l'Alta Viena i a la regió de la Nova Aquitània.

## Demografia
| 1962                                       | 1968  | 1975 | 1982  | 1990  | 1999  | 2006  | 2007  | 2008  |
| ------------------------------------------ | ----- | ---- | ----- | ----- | ----- | ----- | ----- | ----- |
| 1.261                                      | 1.360 | 1203 | 1.100 | 1.059 | 1.058 | 1.065 | 1.083 | 1.057 |
| Des de 1962: població sense dobles comptes |       |      |       |       |       |       |       |       |

## Administració
| Període | Identitat        | Partit |
| ------- | ---------------- | ------ |
| 2001-   | Robert Fraisseix | PS     |